# Jeu d'action

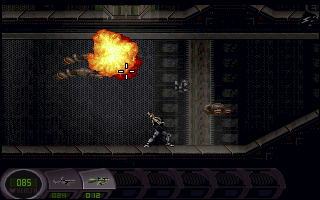
Image du jeu vidéo Abuse.

Le jeu d'action est un genre de jeu vidéo dont le gameplay est fondé sur des interactions en temps réel et qui fait essentiellement appel à l'habileté et aux réflexes du joueur.
Le terme tend en particulier à désigner les jeux mettant en œuvre des confrontations violentes, comme les shoot them up, les jeux de combat ou les jeux de tir à la première personne (FPS), mais son champ s'étend en fait à des types de jeux très variés, comme les casse-briques, les jeux de labyrinthe, les jeux de plates-formes, les jeux de course, les jeux de sport, etc., et dont beaucoup ne sont pas  sous-catégorisés. Le jeu d'action est de loin le genre de jeu vidéo le plus représenté.

## Histoire
Les premiers jeux d'action commerciaux sont Computer Space (1971) et le célèbre Pong (1972). Les salles d'arcade sont le terrain privilégié du jeu d'action, et c'est sur bornes d'arcade que sont nés et se sont développés la plupart de ces sous-genres dans les années 1970 et 1980. Le terme « jeu d'arcade » a ainsi longtemps été utilisé comme synonyme de « jeu d'action ». Les jeux d'action sont basés sur le mouvement et sur le temps réel, ils requièrent généralement davantage de ressources systèmes pour fonctionner qu'un jeu d'aventure, de stratégie ou de réflexion.

## Les sous-genres

### Jeu de baston
Le jeu de baston est un type de jeu d'action dans lequel le joueur incarne un combattant qui doit se battre à main nue ou avec une arme (en général une arme blanche ou contondante) contre un ou plusieurs adversaires, qui peuvent être soit incarnés par l'IA, soit par un joueur adverse. Ce type de jeu requiert l'apprentissage d'un ensemble de coups spéciaux, de parades, d'enchainements de coups et de prises, réalisés par des séries de manipulations techniques du contrôleur de jeu, comme l'utilisation de quart de cercle ou de demi cercles sur la croix directionnelle (ou le joystick) et des enchainements prédéfinis de pressions sur les boutons. Le jeu de baston se divise en deux grandes familles : le jeu de combat et le beat them all.

#### Combat
Le personnage contrôlé par le joueur est opposé à un seul combattant à la fois dans un espace fermé (ring, arène). Il est généralement possible de jouer à deux joueurs, l'un contre l'autre. Le genre a été popularisé par la série Street Fighter au début des années 1990. Plus tard, le genre s'est vu adapté à la représentation en 3D avec la série Virtua Fighter. Les jeux 2D et 3D ont cependant continué à se développer en parallèle. Généralement, le genre se réfère aux sports de combats et plus précisément aux arts martiaux. Certains jeux de combat s'inspirent de sports de combat réel dans les détails, comme la boxe, le catch ou la boxe pieds-poings.

#### Beat them all
Dans un beat them all (beat them up en anglais), le personnage incarné progresse dans un niveau (on parle de jeu de combat à progression) et est confronté à plusieurs ennemis à la fois, qui arrivent par vagues successives. Dans ce type de jeu, il est souvent possible de jouer à deux en coopération. À l'origine, le genre se centre autour de combats de rue mais l'acceptation du terme, en France du moins, tend à englober toutes formes de jeux de combat rapprochés, notamment les hack and slash comme Golden Axe ou Onimusha. Souvent limité dans l'ère 2D, le gameplay de ce type de jeu s'est diversifié avec le passage à la 3D : les jeux peuvent désormais présenter des phases de plates-formes et des énigmes de progression (par définition simpliste) pour briser la monotonie de l'action. Le terme « beat them all » tend ainsi à disparaître au profit du terme plus général « jeu d'action ». Quelques jeux, comme Yakuza, proposent un véritable intérêt ludique en dehors des combats et sont assimilés au jeu d'action-aventure.
- ex. : Kung-Fu Master, Double Dragon, Street of Rage, Dynasty Warriors, Devil May Cry, God of War

### Shoot them up
Le shoot them up (litt. « mitraille-les ») est un type de jeu centré sur la capacité à viser les ennemis. Il existe différentes formes de shoot them up mais le terme désigne en particulier un type de jeu dans lequel le joueur est aux commandes d'un vaisseau spatial et doit éradiquer des vagues ininterrompues d'ennemis dans des niveaux qui se déploient généralement par scrolling forcé. Très populaire dans l'ère du jeu vidéo 2D, le genre se catégorise par le degré de liberté offert, le type de vue et le type de scrolling employés. Parmi les différentes formes de shoot them up, on compte le shoot fixe, le shoot à scrolling, le shoot multidirectionnel, le tube shooter, le rail shooter, le run and gun, le shoot and jump, le shooting gallery et le jeu de tir au pistolet.
- ex. : Space Invaders, Asteroids, Moon Patrol, Xevious, R-Type, Radiant Silvergun, Rez

### Tir subjectif
Le jeu de tir à la première personne, ou FPS (First Person Shooter), est un type de jeu d'action dont le gameplay met l'accent sur des fusillades en vue subjective dans des environnements en 3D temps réel (ou en pseudo 3D pour les premiers jeux du genre). Popularisé au début des années 1990, le genre a rencontré un succès fulgurant grâce à sa propension à plonger le joueur au cœur de l'action.
- ex. : Wolfenstein 3D, Doom, Quake, Half-Life, Halo, Killzone

### Tir objectif
Le jeu de tir à la troisième personne, de tir objectif, ou TPS (Third Person Shooter) est un type de jeu d'action dont le gameplay met l'accent sur des fusillades en vue « à la 3e personne » (plus spécifiquement positionnée derrière le personnage) dans des environnements en 3D temps réel.
- ex. : Max Payne, Resident Evil 4, Gears of War

### Tir tactique
Le jeu de tir tactique est un type de jeu d'action dont le gameplay met l'accent sur des fusillades mais dans un cadre plus réaliste. La réalisation des objectifs implique de mettre en œuvre des tactiques militaires. Le joueur est parfois amené à coordonner les actions d'une escouade entière de soldats. Les environnements peuvent être représentés en vue subjective (FPS) ou en vue à la troisième personne (TPS), le joueur ayant parfois le choix.
- ex. : SWAT, Operation Flashpoint, Tom Clancy's Rainbow Six, SOCOM: US Navy Seals

### Action-infiltration
Le jeu d'action-infiltration est un type de jeu d'action dont le gameplay met l'accent sur des manœuvres de furtivité plutôt que sur des confrontations directes. Le joueur incarne généralement un espion qui doit se débarrasser des ennemis de manière silencieuse ou simplement les éviter. Ce type de jeu impose une progression plus méthodique et le recours aux armes à feu n'est pas systématique (techniques de corps à corps, utilisation de gadgets).
- ex. : Metal Gear Solid, Tenchu, Splinter Cell, Dark Project

### GTA Like
- Red Dead Redemption
- Just Cause
- Assassin's Creed
- Saints Row
- Mafia II
- L.A. Noire

## Au sens large
- Casse-briques
- Jeu de labyrinthe
- Jeu de plates-formes
- Jeu de rythme
- Jeu vidéo de sport
- Jeu vidéo de course
- Jeu de combat aérien
- Jeu de combat spatial

## À la frontière
- Action-RPG
- Jeu d'action-aventure
- Jeu d'action-réflexion

## Santé
Une étude réalisée par des chercheurs de l'université de Rochester à New York a démontré que la pratique de jeux d'action améliore la vision (la capacité à examiner/discerner) en modifiant la façon dont le cerveau traite les informations visuelles. Les gains mesurés au « test de surpopulation » (crowding test) peuvent atteindre 20 % mais varient selon la complexité de l'univers visuel du jeu : un jeu en 3D temps réel comme Unreal Tournament est ainsi plus bénéfique qu'un jeu en 2D statique comme Tetris.